# Fieberbrunn
Fieberbrunn település Ausztriában, Tirolban a Kitzbüheli járásban található. Területe 76,29 km², lakosainak száma 4336 fő, népsűrűsége 57 fő/km² (2014. január 1-jén). A település 780 méter tengerszint feletti magasságban helyezkedik el.

## Fordítás
- Ez a szócikk részben vagy egészben  a   Fieberbrunn című angol Wikipédia-szócikk ezen változatának fordításán alapul.  Az eredeti cikk szerkesztőit annak laptörténete sorolja fel. Ez a jelzés csupán a megfogalmazás eredetét és a szerzői jogokat jelzi, nem szolgál a cikkben szereplő információk forrásmegjelöléseként.